# Pyrenese woelmuis
De Pyrenese woelmuis (Microtus pyrenaicus) is een zoogdier dat behoort tot de familie der hamsters en woelmuisachtigen (Cricetidae). De Pyrenese woelmuis komt alleen in Zuidwest-Europa voor. Edmond de Sélys-Longchamps beschreef het dier in 1847.

## Kenmerken
De vacht van de Pyrenese woelmuis heeft aan de rugzijde een gele tot grijsbruine kleur. De buikzijde is grijs zonder scherpe overgang. Dit dier heeft een kop-romplengte van 90 tot 110 mm en weegt 17 tot 27 gram. De staart is 23 tot 37 mm lang. De achtervoeten hebben 5 zoolkussentjes. Het voedsel van deze woelmuis bestaat voornamelijk uit kruiden. Het vrouwtje werpt 2 tot 4 jongen.

## Verspreidingsgebied en leefgebied
Het verspreidingsgebied strekt zich uit over Frankrijk ten zuiden van de Loire, alsmede het uiterste noorden van Spanje en Andorra in de Pyreneeën. Komt voor op akkerland, graslanden, heidegebieden en rotsachtige bosranden in berggebieden. Wordt aangetroffen van zeeniveau tot op hoogten van 2.000 m.